# Casa del Fauno
La Casa del Fauno, construida durante el siglo II a. C., fue una de las residencias romanas de mayor tamaño y más impresionantes de Pompeya, en Italia. Sepultada durante la erupción del Vesubio en 79, albergó muchas obras de arte en su interior y es una de las domus aristocráticas más lujosas de la República romana. La vivienda refleja este periodo de manera más fiel que otros restos arqueológicos encontrados, incluso en la propia Roma. Debe su nombre a una estatua de bronce que representa a un fauno, encontrada en uno de sus atrios. Ocupa casi por completo la Insula 12 de la Regio VI de la ciudad.

## Historia
La primera construcción de la casa se remonta al siglo III a. C., con unas dimensiones inferiores a la vivienda actual y un gran huerto que ocupaba hasta la altura del primer peristilo. En torno al 120 a. C., durante la época samnítica, la vivienda fue totalmente reconstruida y ampliada, aprovechando los solares de otras viviendas vecinas y elevando el pavimento aproximadamente un metro. Una de las principales obras fue la construcción de un segundo peristilo, siendo la extensión total final de 2970 metros cuadrados. La decisión de tener una vivienda con amplios atrios y peristilos y pocas habitaciones y estancias destinadas al servicio fue debida a que el propietario deseaba ostentar toda su riqueza y poder. En el siglo I fue remodelada la zona del baño y de los servicios.

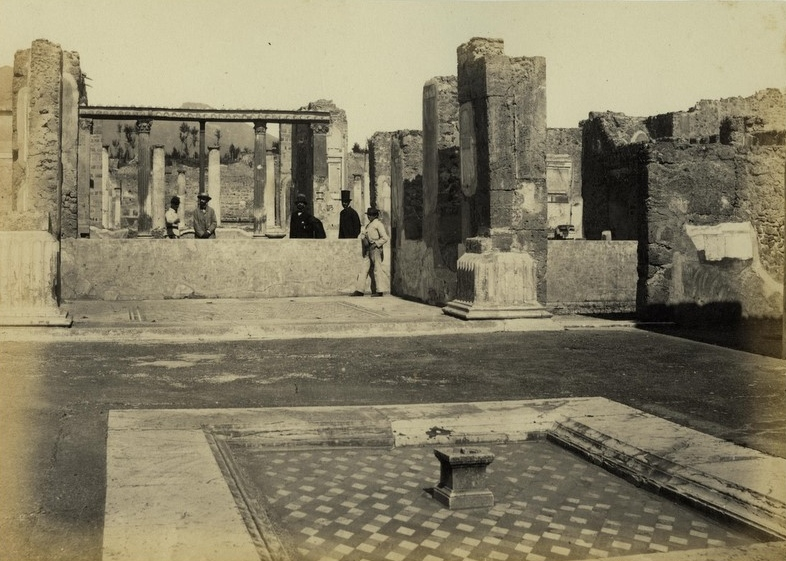
Imagen de la Casa del Fauno tomada en 1900. Fotografía de Giorgio Sommer

Numerosas evidencias indican que la casa fue reparada o reconstruida de nuevo tras el gran terremoto del año 62, siendo las reformas realizadas en los muros orientales del atrio tetrástilo las más importantes. El edificio fue utilizado como vivienda desde el siglo II a. C. hasta el año 79, cuando finalmente quedó en estado de ruina debido a la erupción del monte Vesubio. Aunque el seísmo fue devastador, las capas de ceniza volcánica que cubrieron la ciudad abandonada preservaron los mosaicos y frescos, que de otra forma se habrían destruido o deteriorado por el paso del tiempo.
La casa fue descubierta y excavada inicialmente en 1830 por el Instituto Arqueológico Alemán. Se encontraron una gran variedad de decoraciones pertenecientes al primer estilo pompeyano de tipo helenístico, en especial numerosos mosaicos, que fueron trasladados al Museo Arqueológico Nacional de Nápoles para su mejor conservación y custodia. En su interior se encontraron también un gran número de objetos de oro y plata, entre ellos un brazalete con forma de serpiente. Fue terminada de excavar entre octubre de 1831 y mayo de 1832 por el arqueólogo italiano Carlo Bonucci.
En una cornisa realizada con toba volcánica, donde probablemente había una estatua, los arqueólogos descubrieron una inscripción que mostraba el cognomen Saturninus, que indicaba que la vivienda pertenecía al importante gens o clan Satria. Se encontró también un anillo usado como sello con el apellido Cassius, lo cual significaba que alguien de la familia Casia se casó con los gens Satria y vivieron en la Casa del Fauno. Asimismo, el hallazgo de diversos lemas y grafiti de propaganda escritos en los muros del edificio apoyan la idea de que la familia pertenecía a la clase política.

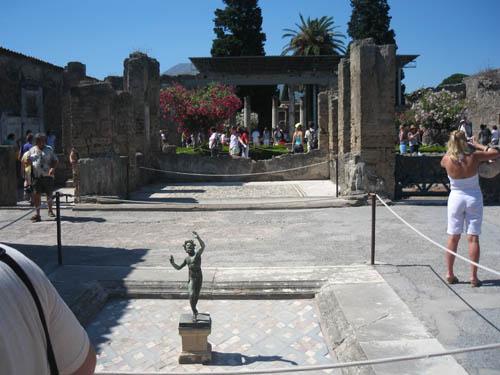
Turistas visitando el atrio en la actualidad

Según Laurentino García, en 1943, durante la Segunda Guerra Mundial, cayeron dos bombas en la casa. Una de ellas destruyó tres habitaciones del noreste del atrio toscano, además de causar daños en otras áreas. Se perdieron pinturas del primer estilo de los muros norte y este del atrio, y del muro de separación entre cubicula al este de ellos. El pavimento de mosaico también resultó dañado. En un cubiculum al sureste del atrio se malogró la totalidad de las pinturas del segundo estilo. En las otras dos habitaciones del lado este desapareció por completo la decoración en primer y cuarto estilos. El suelo del centro del atrio sufrió también diversos daños. La otra bomba cayó en el atrio secundario. Provocó la caída de tres de las cuatro columnas, quedando solo la de la esquina noreste. También destruyó dos habitaciones del noroeste del atrio.
Actualmente los turistas pueden visitar los restos de la Casa del Fauno en Pompeya, situados en la Via della Fortuna. Aunque la mayoría de las obras de arte originales han sido reubicadas en el Museo Arqueológico Nacional de Nápoles, las piezas más famosas, como el Fauno danzante o el Mosaico de Issos han sido recreadas para que los visitantes tengan una idea de cómo era la vivienda originariamente. De esta forma, tal y como explica Pietro Giovanni Guzzo, perteneciente a la Superintendencia arqueológica de Pompeya, los visitantes tienen la impresión de «entrar en la lujosa vivienda en la cual habitaron sus antiguos dueños antes de ser destruida por la erupción del Vesubio en el año 79».

## Localización

Plano de la ciudad de Pompeya en el que se indica la Casa del Fauno.

En la actualidad, para facilitar la localización de los edificios en el plano, Pompeya se divide en nueve Regio o regiones, las cuales a su vez se distribuyen en Insula o manzanas. La Casa del Fauno está situada en la Regio VI, Insula 12, casas número 1-8, constituyendo por sí misma una manzana completa. Está ubicada en la zona noroeste de la ciudad, al noreste del foro. 
La vivienda se emplaza en una calle denominada actualmente Via della Fortuna, que era una de las más importantes de Pompeya puesto que formaba parte de uno de los dos decumanos de la ciudad y conectaba la zona del foro con la Puerta Nola. Por su parte trasera discurre el Vicolo di Mercurio y lateralmente limita con el Vicolo del Fauno y el Vicolo del Labirinto. A pocos metros de la entrada a la vivienda, en el lado opuesto de la calle, se encuentran el Templo de la Fortuna Augusta y las Termas del Foro.

## Descripción

Plano de la Casa del Fauno
1) Vestíbulo. 2) Atrio principal toscano. 3) Atrio tetrástilo. 4) Tablinum. 5) Primer peristilo. 6) Exedra. 7) Segundo peristilo. 8) Cocina.
Cubiculum.
Triclinium.

La Casa del Fauno tiene una superficie total de unos 3000 metros cuadrados y ocupa una insula o manzana completa. Se divide en cinco áreas principales: el atrio toscano, el atrio con peristilo, las habitaciones de servicio y corredores, el primer peristilo o peristilo jónico, el segundo peristilo o peristilo dórico y sus correspondientes dependencias. Como en muchas viviendas romanas, la casa tenía además varias tabernae o tiendas en su parte frontal, que eran muy numerosas y estaban muy detalladas.
La residencia tiene su origen en la unión de dos estructuras adyacentes preexistentes. De hecho, la vivienda tiene dos fauces o accesos destinados a usos distintos, y dos atrios. Estos dos sectores estaban comunicados entre sí, con áreas separadas para el servicio, que se agrupaban alrededor del atrio principal. Un largo corredor al este del primer peristilo separaba el área de servicios de la zona noble de la casa, al tiempo que permitía un fácil acceso. La zona de servicio estaba constituida por una cocina con horno, un baño con un hipocausto, y una letrina y varias habitaciones pequeñas. La casa tenía asimismo una planta superior. 

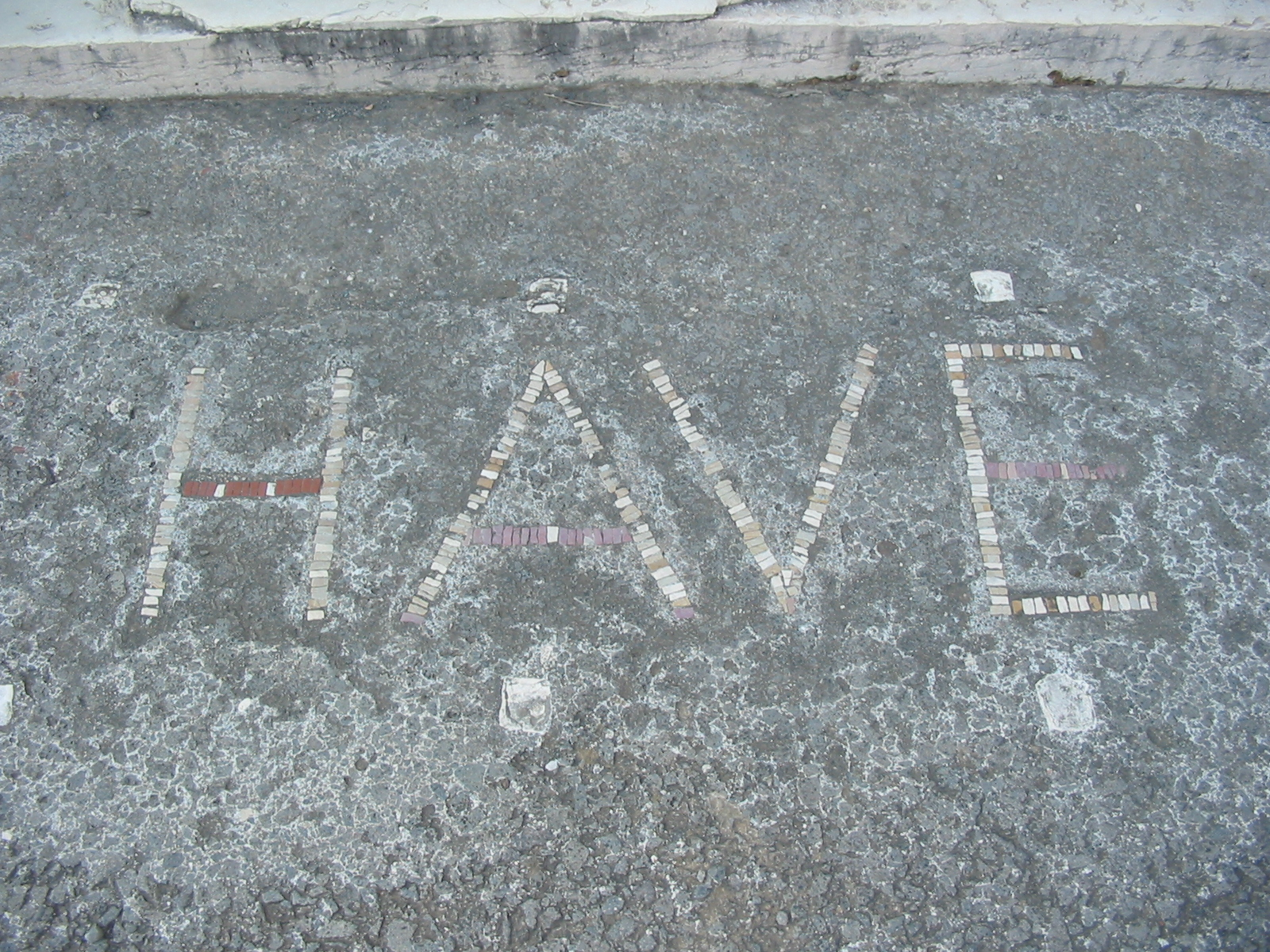
Mosaico con la inscripción "HAVE", una variante del saludo Ave

El acceso principal a la vivienda, flanqueado por pilastras de toba volcánica, se decora con la inscripción latina “HAVE” en el pavimento, un saludo tanto de bienvenida como de despedida. Realizado con teselas de colores, pretendía exhibir la cultura del propietario, conocedor de la lengua latina en un periodo en que todavía se hablaba la lengua osca. El vestíbulo está pavimentado en opus sectile, con triángulos en mármol y piedra calcárea, y en su interior había un pequeño templete o lararium realizado con columnas corintias.
El atrio es de tipo toscano y en su centro se sitúa el impluvium o estanque destinado a la recogida de agua de lluvia. Fue realizado en travertino y no en toba volcánica como era la costumbre. En su interior se ubicaba una pequeña fuente. También se halló en esta zona un mosaico de opus vermiculatum, que representaba unas máscaras trágicas. En la estancia se observa la preparación característica de los muros previa a la aplicación de la capa de fresco. De hecho, se pueden distinguir los agujeros dejados por los clavos que fijaban las lajas de plomo para impedir que la humedad pasara a través del intonaco, técnica utilizada anteriormente a la llegada de los romanos. Los pavimentos están realizados con mármol y piedras polícromas romboidales.
Alrededor del atrio se abren diversos dormitorios o cubicula y dos alae, además de una oficina o tablinum, en el cual el propietario de la casa, un magistrado de la familia Satria o Cassia, recibía a sus clientes. En su interior se descubrió el esqueleto de una mujer que trataba de poner a salvo su dinero y joyas durante la erupción. A los lados del tablinum se disponen dos comedores o triclinia para verano e invierno, en los cuales se representan diversos peces y un demonio sobre una pantera.

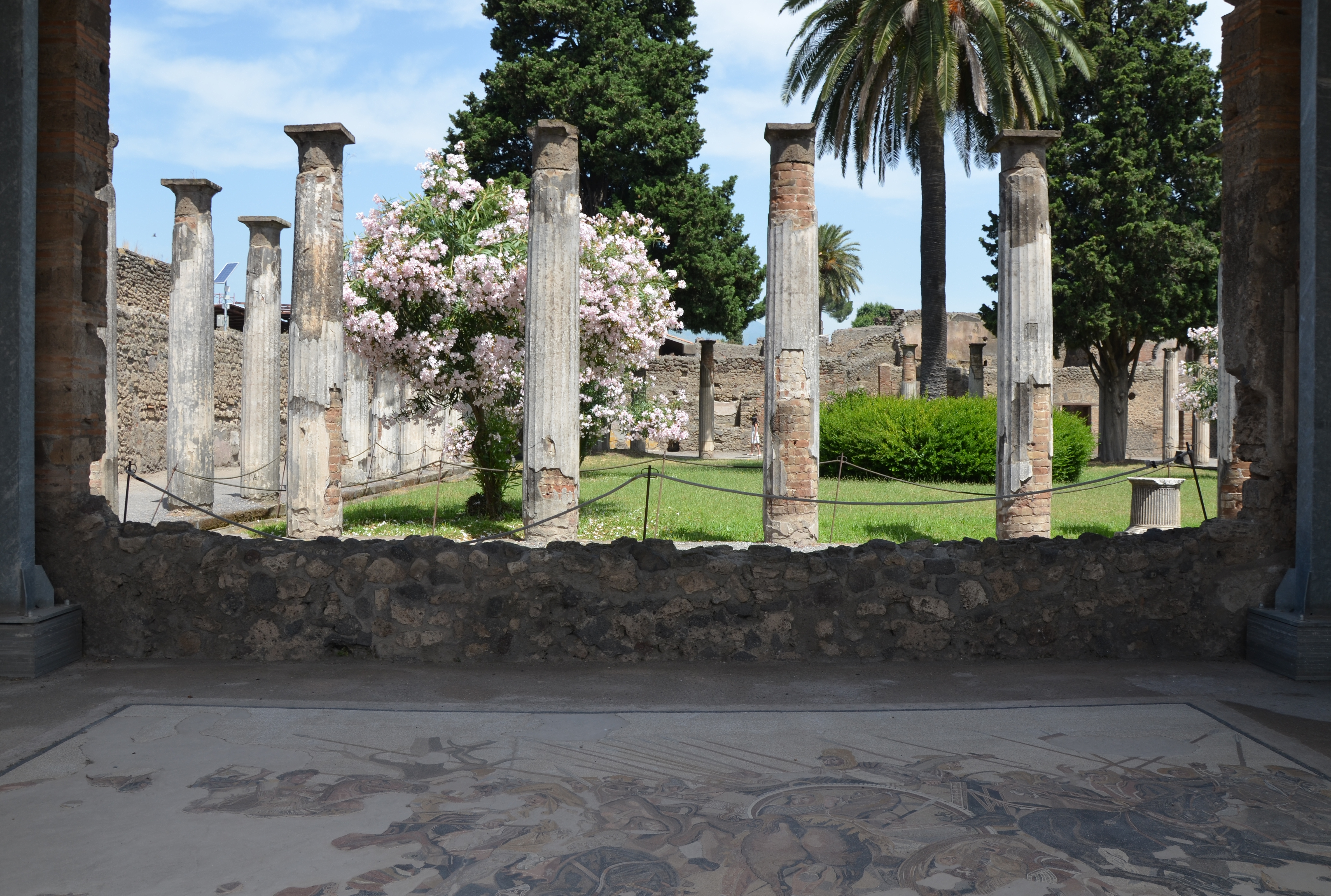
Primer plano de la exedra con la réplica del Mosaico de Issos con vistas hacia el segundo peristilo.

En torno a un segundo atrio tetrástilo con cuatro columnas se abren diversas estancias de servicio, además de un acceso secundario a la casa. El dormitorio está decorado con un fresco de Sátiro y Bacante y todas las estancias tienen figuras simbólicas, como un gato que se come una perdiz y tres palomas que roban un anillo. La vivienda también disponía de una pequeña sala termal con tepidarium y caldarium, el primero realizado en una casa privada de Pompeya.
La casa tiene dos peristilos que en la época albergaban un hermoso jardín. El de menor dimensión está rodeado de veintiocho columnas de orden jónico, que sustituyeron a las originales de orden dórico. Una exedra, precedida por dos columnas y dos antas con capiteles corintios estucados, divide los dos peristilos y en su interior se halló un pavimento de mosaico que representa la Batalla de Issos entre Alejandro Magno y Darío III de Persia. Sobre el umbral de la exedra se dispone un mosaico que representa diversas escenas del río Nilo. Los estucos están realizados en el primer estilo pompeyano.

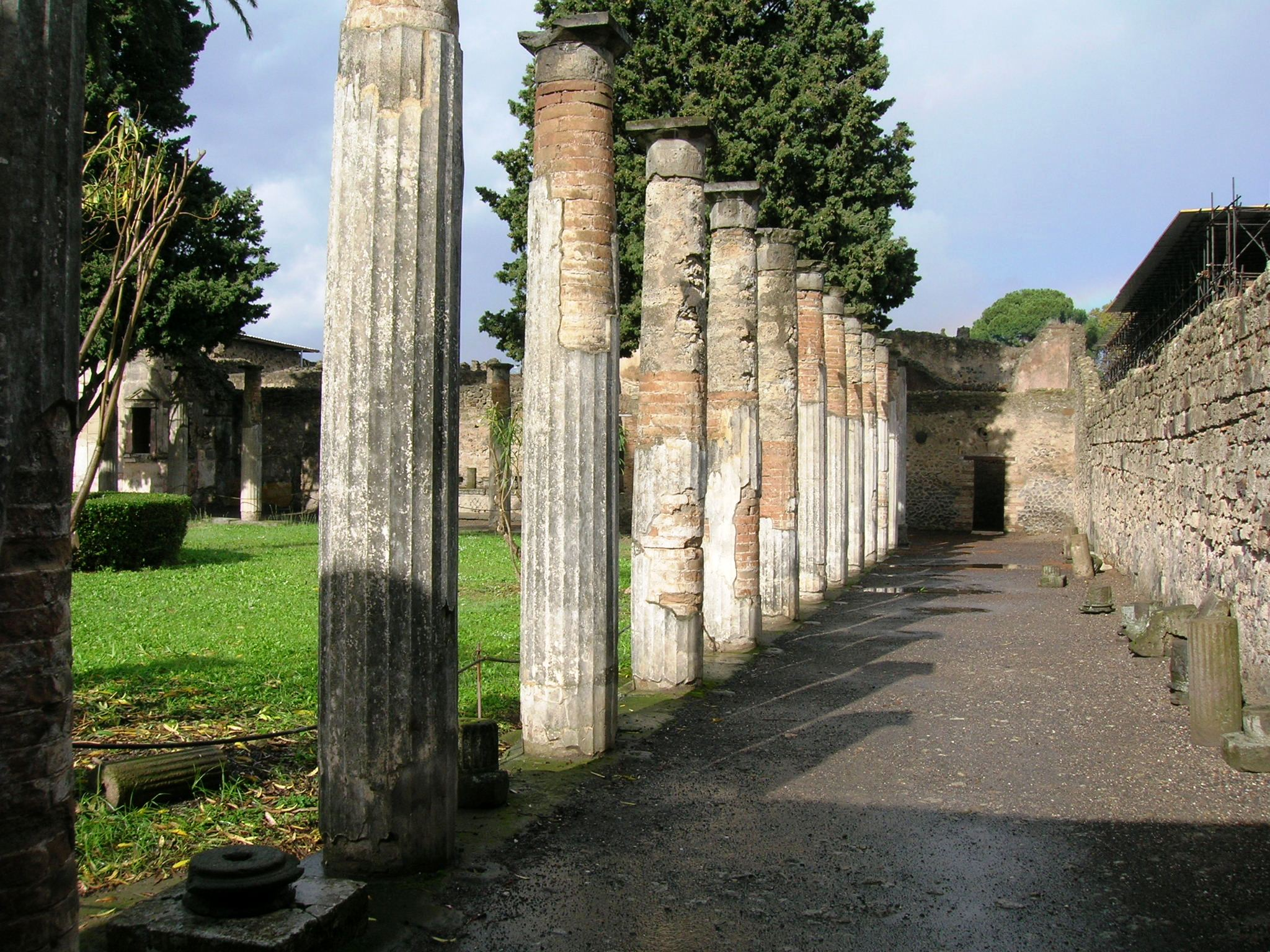
Columnata del peristilo

El segundo peristilo es el de mayor tamaño y fue creado como un escenario para albergar recitados, mimos y pantomimas. Tiene una longitud de cuarenta y cinco metros y una anchura de cuarenta metros. Está rodeado por un orden doble de cuarenta y cuatro columnas dóricas revestidas con estuco y decoradas con diversos mosaicos. En la parte izquierda del peristilo diversos nichos eran utilizados como lararios y en los alrededores se hallaron dos candelabros de bronce, dos trípodes, dos lucernas y una estatuilla de un genio. En el fondo se abren algunas estancias reservadas al servicio doméstico, una de las cuales pertenecía al guardián de la vivienda, que desempeñaba también labores de jardinería. En la sala de recepción u oecus hay representado un león aunque se encuentra visiblemente deteriorado. En el establo se recuperaron los restos de cuatro hombres y de dos toros.
Como la mayoría de las clases acomodadas de la república romana, los dueños de la Casa del Fauno instalaron un balneum o sistema de baño privado. Esta sala estaba situada en la zona privada de la vivienda, situada a la derecha de la entrada. Un gran horno calentaba la estancia y la cocina. Los aposentos de los sirvientes eran oscuros y estrechos, y no tenían demasiados muebles.

## La estatua del Fauno

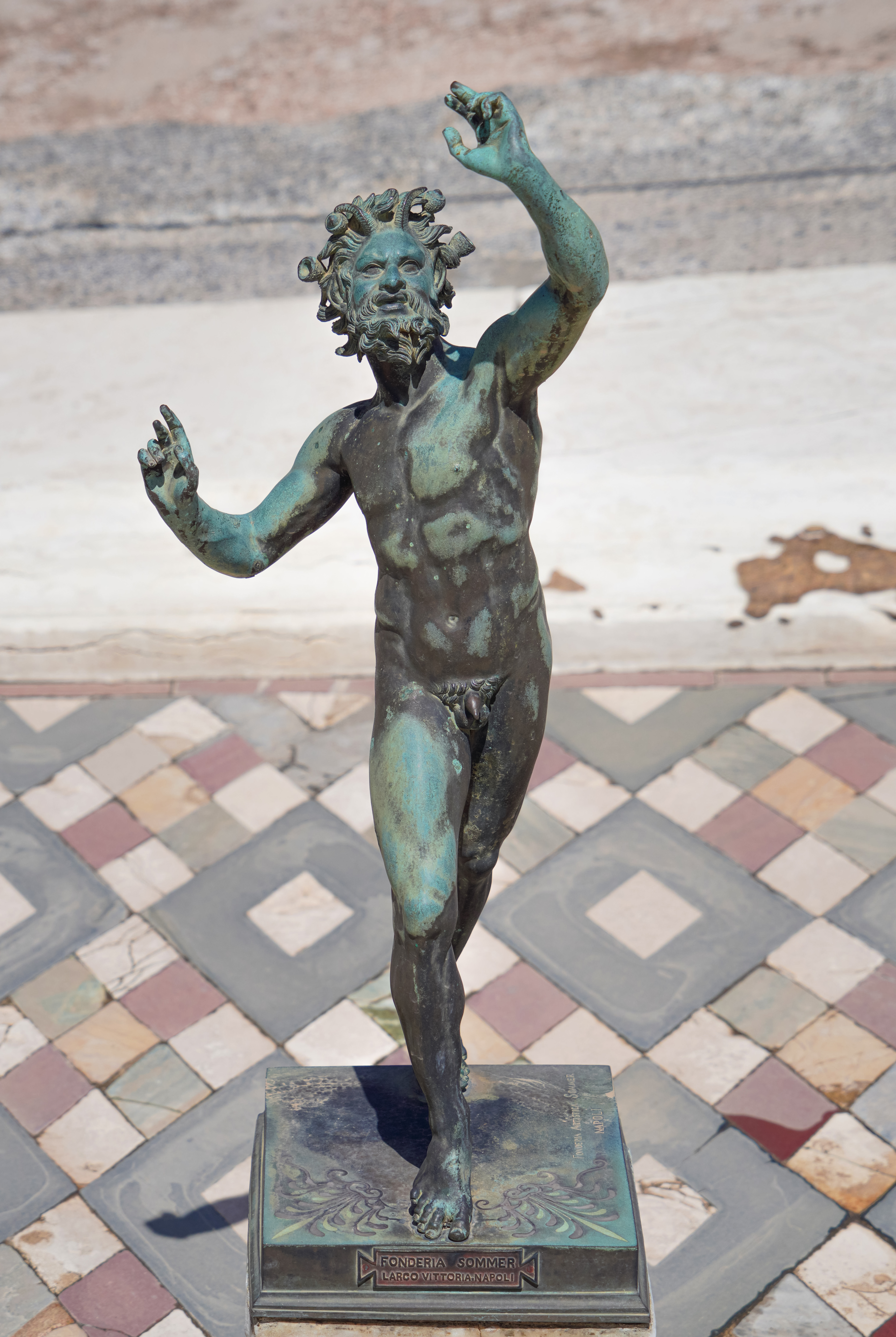
Copia de la escultura del Fauno

La estatuilla conocida como el Fauno danzante fue descubierta el 26 de octubre de 1830 en las cercanías de uno de los lados del impluvium del Atrio toscano. Se piensa que es un original griego del siglo II a. C. o bien una copia romana de gran calidad. Actualmente la figura que se puede contemplar es una réplica, puesto que el original se halla en el Museo Arqueológico Nacional de Nápoles, y ha sido colocada en el centro del impluvium donde estuvo ubicada originariamente una pequeña fuente.

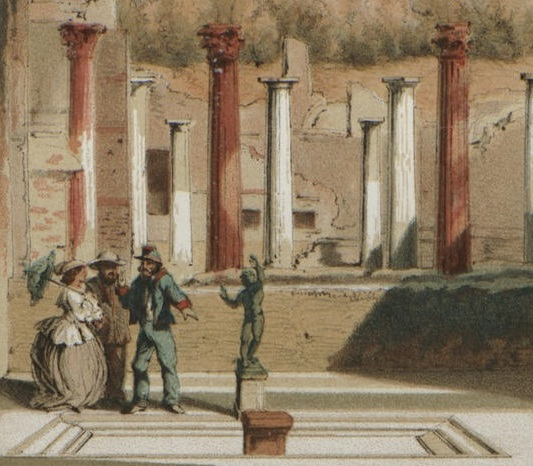
Detalle de ilustración de 1854. Impluvium con pequeña fuente en el centro y réplica del Fauno al borde.

La escultura dio origen al nombre de la casa. En un principio se interpretó erróneamente que se trataba de un fauno, aunque más tarde la figura fue designada como la de un sátiro. Los faunos eran divinidades de la naturaleza, los espíritus del bosque inhóspito, que los romanos cultos y helenizados a menudo relacionaban con Pan o también con Dioniso, el dios griego del vino y la agricultura. Se correspondían con los sátiros de la cultura griega. En los jardines de mayor tamaño se colocaban estas estatuillas ligadas al mundo de la naturaleza y al mito de Baco, constituyendo la escenografía de una representación sacra.
La escultura decorativa es de una gran calidad técnica. Tras su descubrimiento, tal y como relatan Francis Haskell y Nicholas Penny en Taste and the Antique, «la fama de esta pequeña estatua de bronce fue instantánea». Fue descrita como «la escultura en bronce de mayor calidad encontrada en Pompeya», y fue comparada con el Fauno Barberini. Kenneth Clark dijo de ella que «su pose es ligera y delicada, el modelado bien entendido, el sentido general del movimiento admirablemente prolongado, aunque perdió en su suavidad el estímulo de contrastes mayores que aparecen en los desnudos renacentistas». En la época victoriana fue alabada con entusiasmo, diciendo de ella que «el Fauno es impresionante y carece de la condición viciada de otros faunos de bronce de Pompeya y Herculano», según fue descrita por representantes del Museo de Nápoles.

## El mosaico de Issos

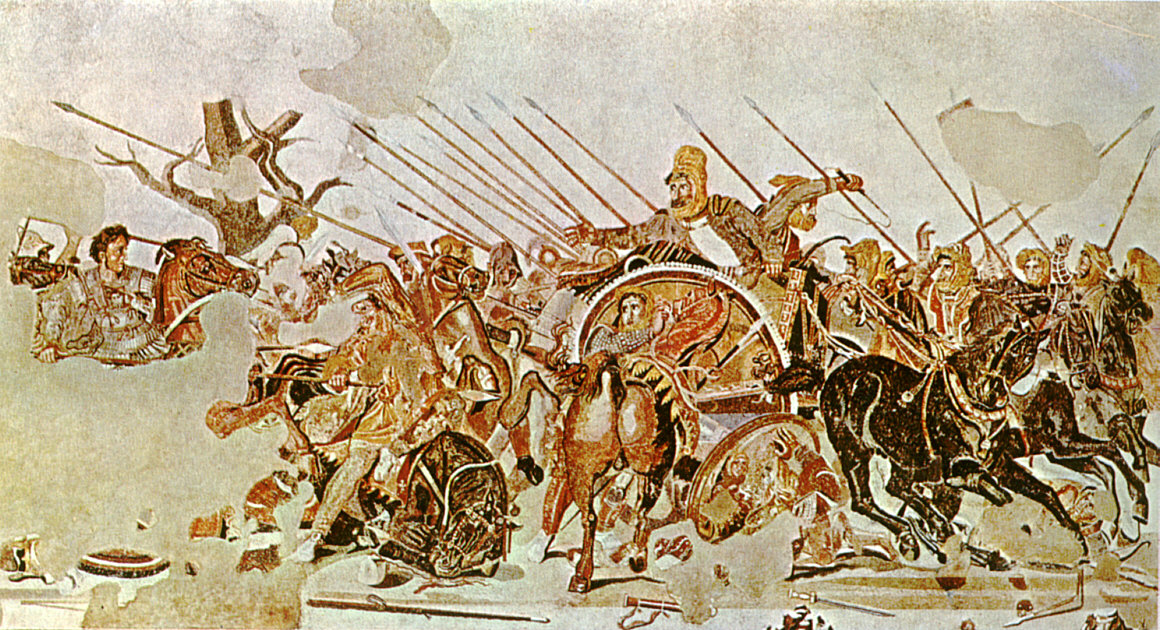
El mosaico de la Batalla de Issos

En la exedra de la Casa del Fauno se descubrió el mosaico de Issos, que representa la Batalla de Issos del 333 a. C. entre Alejandro Magno y Darío III de Persia. Este mosaico fue probablemente comisionado por algún antepasado del propietario, que habría tenido relación con el rey de Macedonia. Podría haber estado inspirado o copiado de una pintura griega terminada a finales del siglo IV a. C. probablemente por el artista Filoxeno de Eretria.
Al contrario que en la mayoría de pavimentos pompeyanos de finales del siglo II a. C. y principios del siglo I a. C. este mosaico se realizó con la técnica llamada opus vermiculatum, que literalmente significa «como el trabajo del gusano». y no con el más común opus signinum u otro tipo de lascas de piedra fijadas con mortero. Se emplearon pequeñas piezas de menos de 4 milímetros de piedra y vidrio coloreado, llamadas teselas, colocadas en filas sobre el suelo como si fuesen gusanos. El mosaico de Alejandro Magno mide 5.50 por 3.20 metros, y para su realización se emplearon aproximadamente un millón y medio de teselas.
En la vivienda se hallaron otros pavimentos que representan escenas del río Nilo con hipopótamos y cocodrilos o máscaras de teatro. Otras piezas de arte notables de la casa incluyen el mosaico erótico Sátiro y Ninfa, y el Mosaico de los peces, una pieza similar a otros mosaicos de Pompeya.

## Galería de imágenes

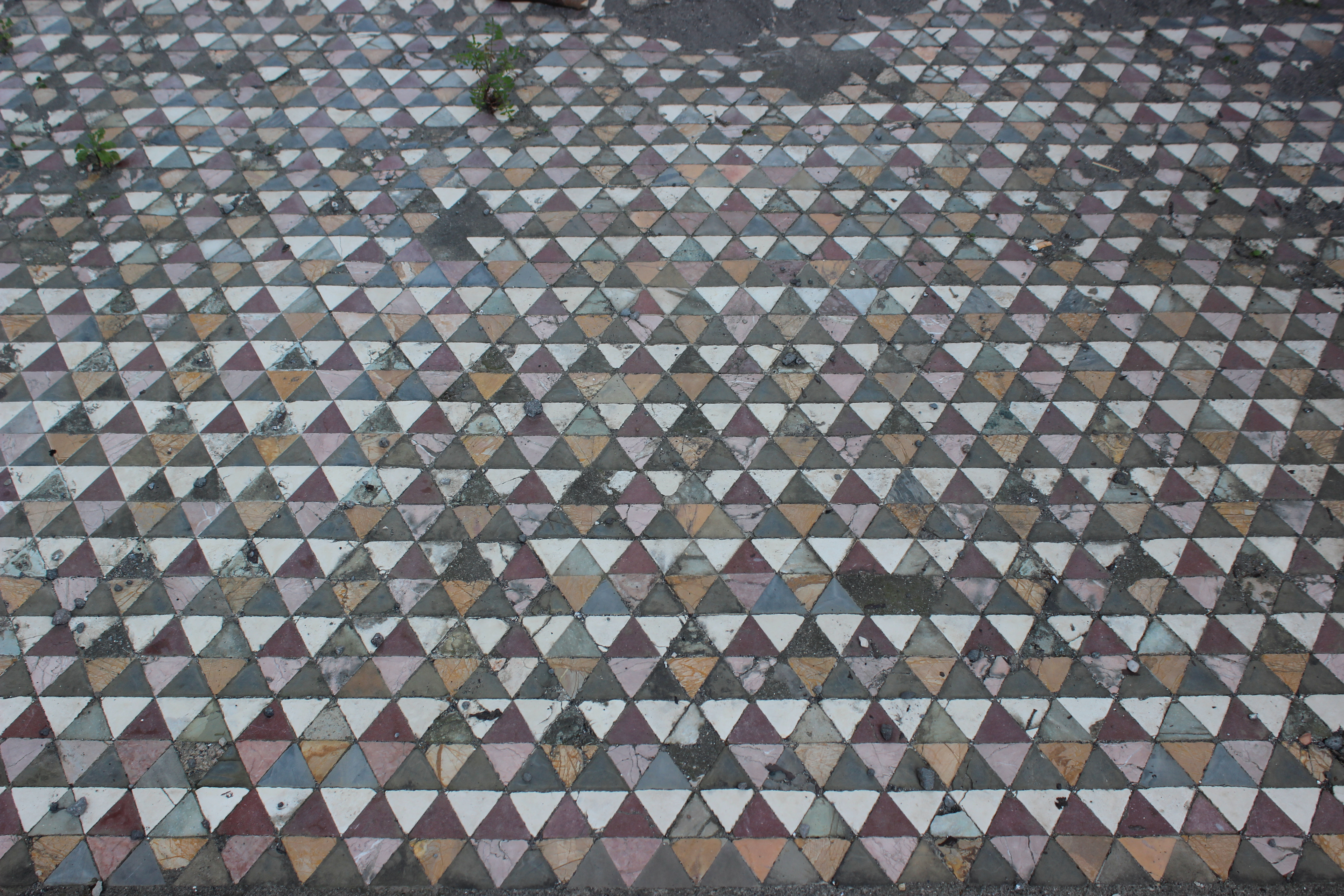
Mosaico de opus sectile en el vestíbulo de acceso.
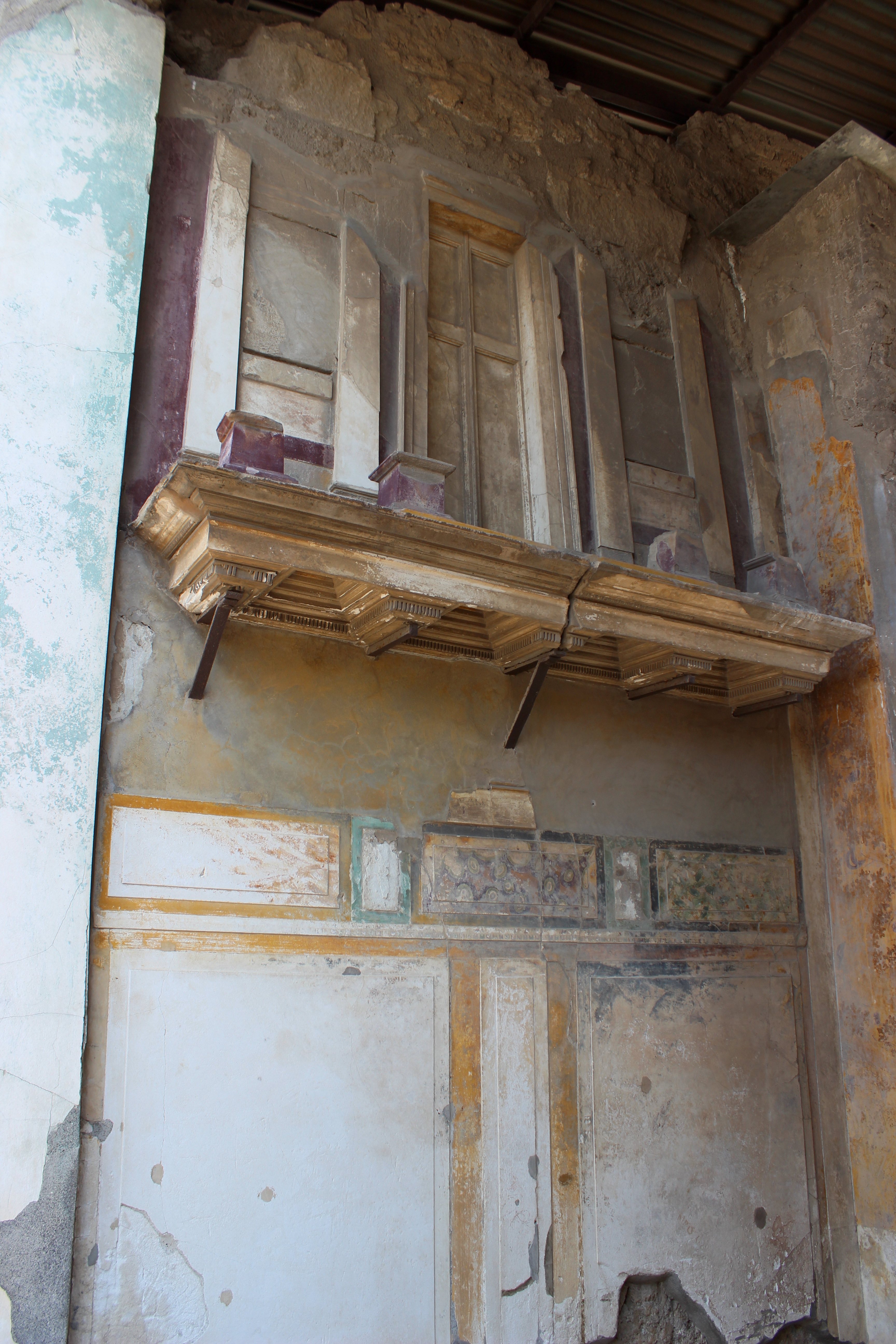
Larario a la entrada de la Casa del Fauno.
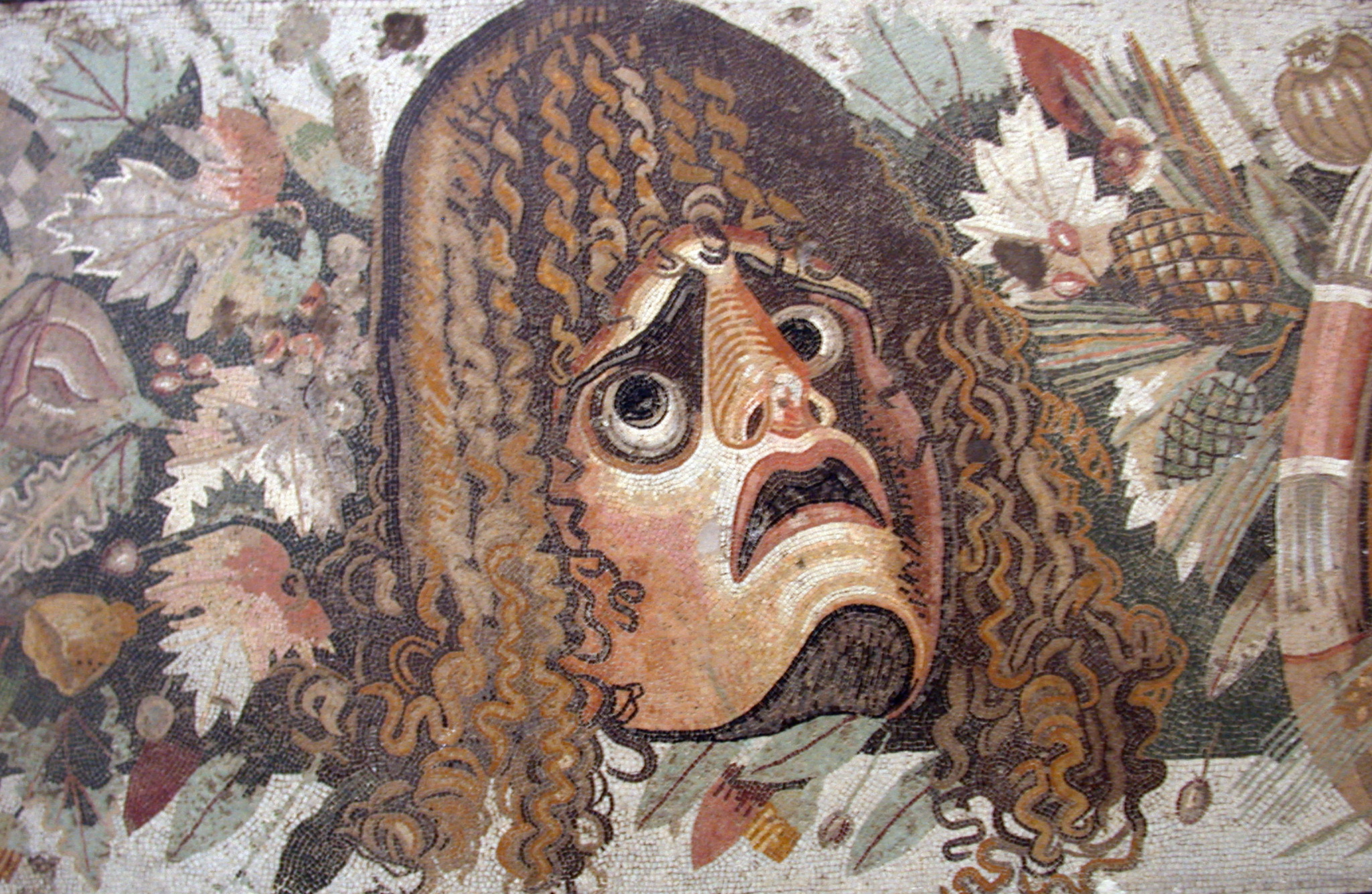
Máscara trágica, hojas y frutas. Detalle de un mosaico del atrio.
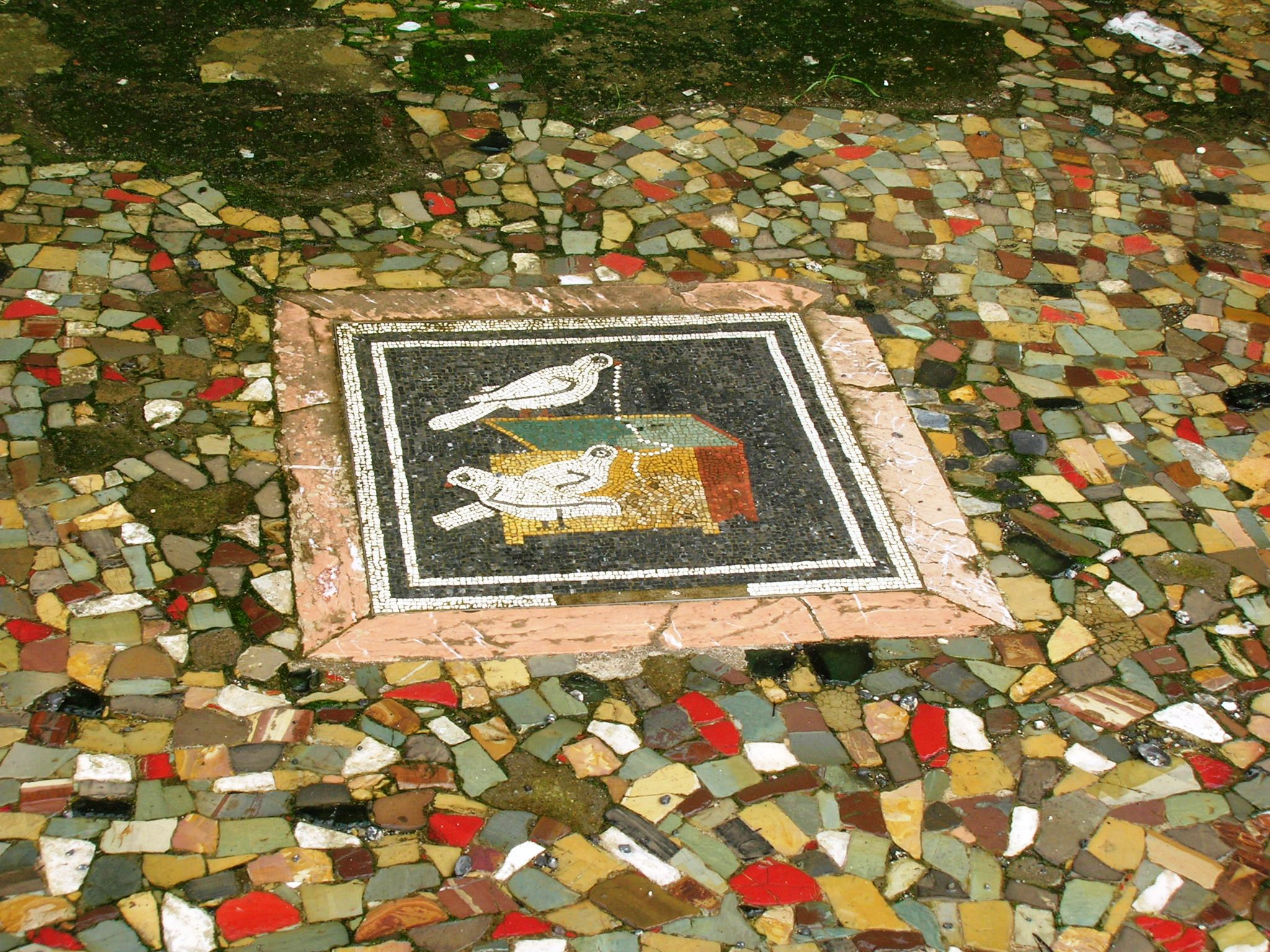
Réplica del Mosaico de las palomas, ubicado en el atrio.
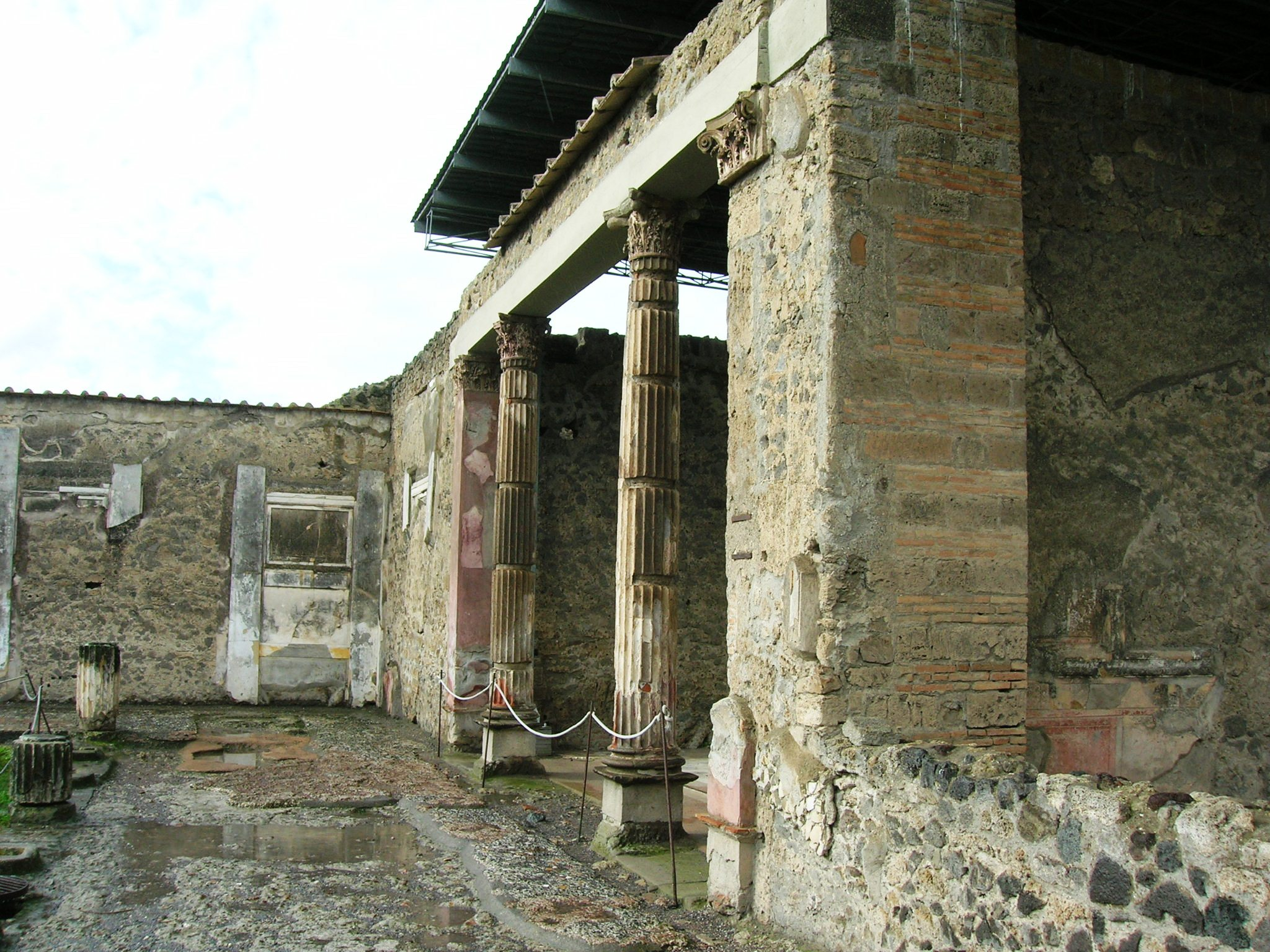
Vista de las dos columnas que separan la exedra del atrio toscano.
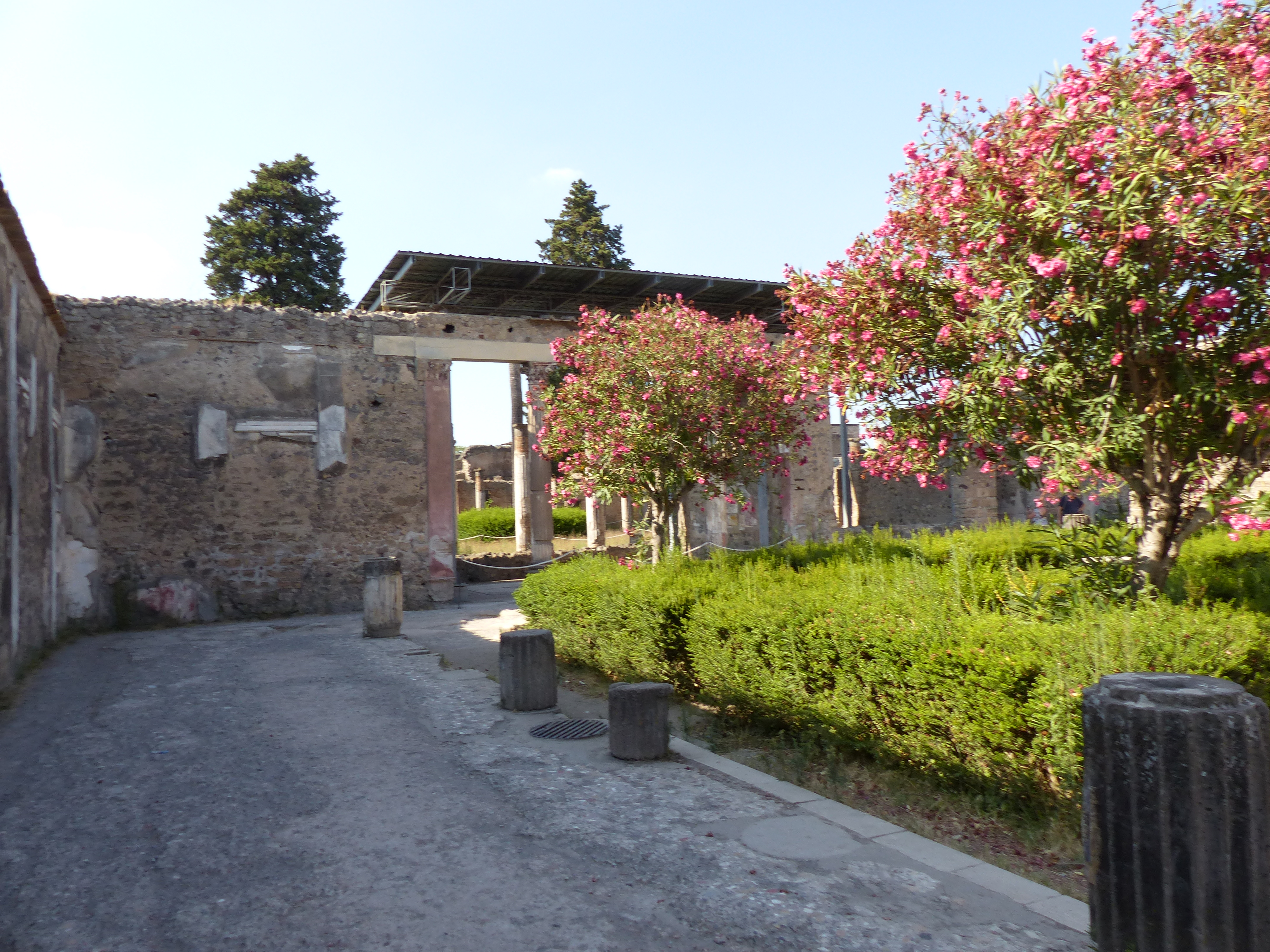
Vista de los dos peristilos de la casa.
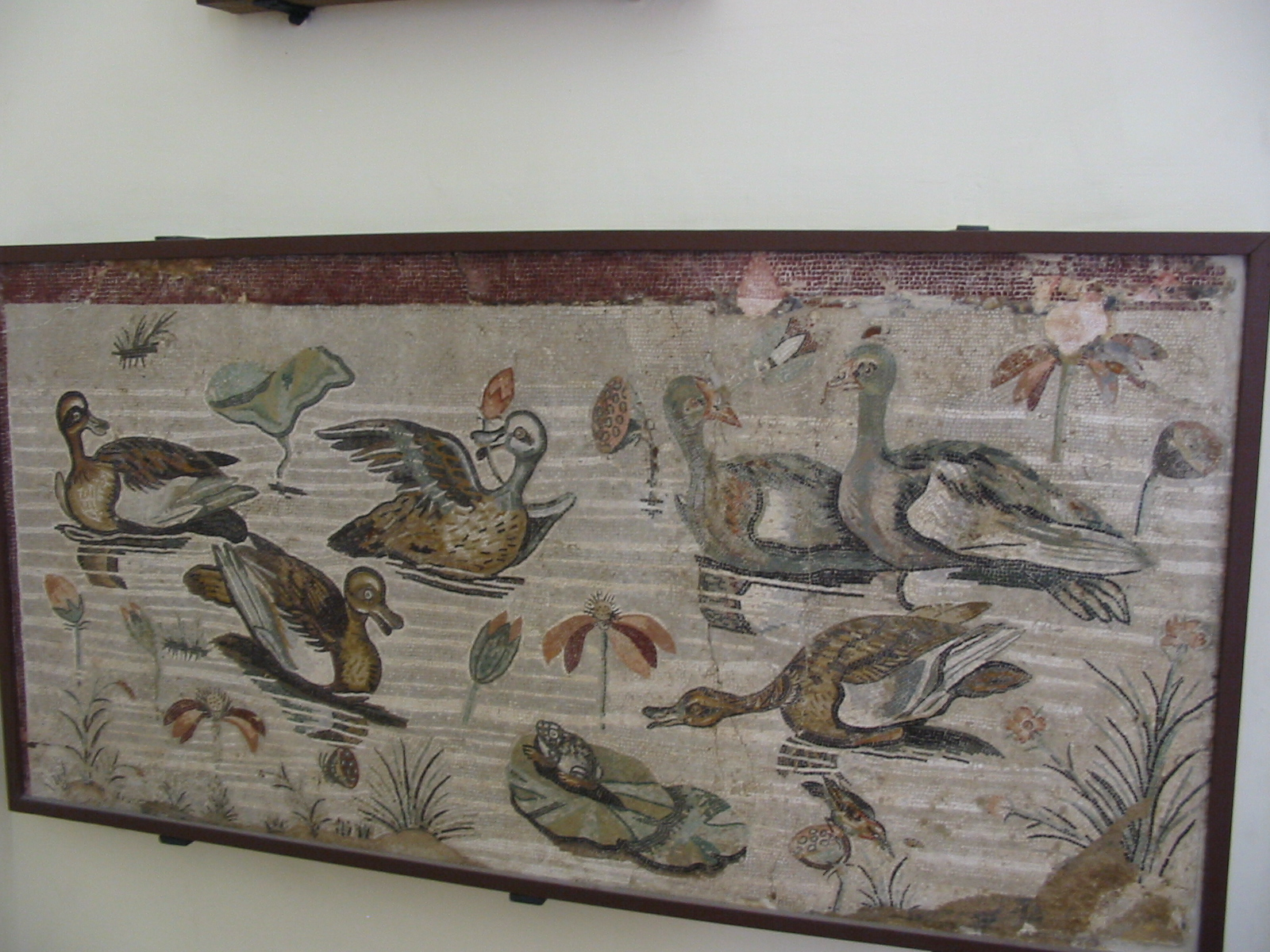
Mosaico con una escena del Nilo.
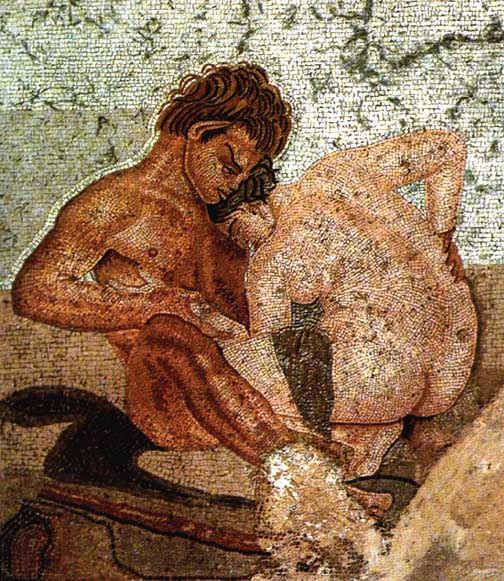
Mosaico erótico Sátiro y Ninfa.
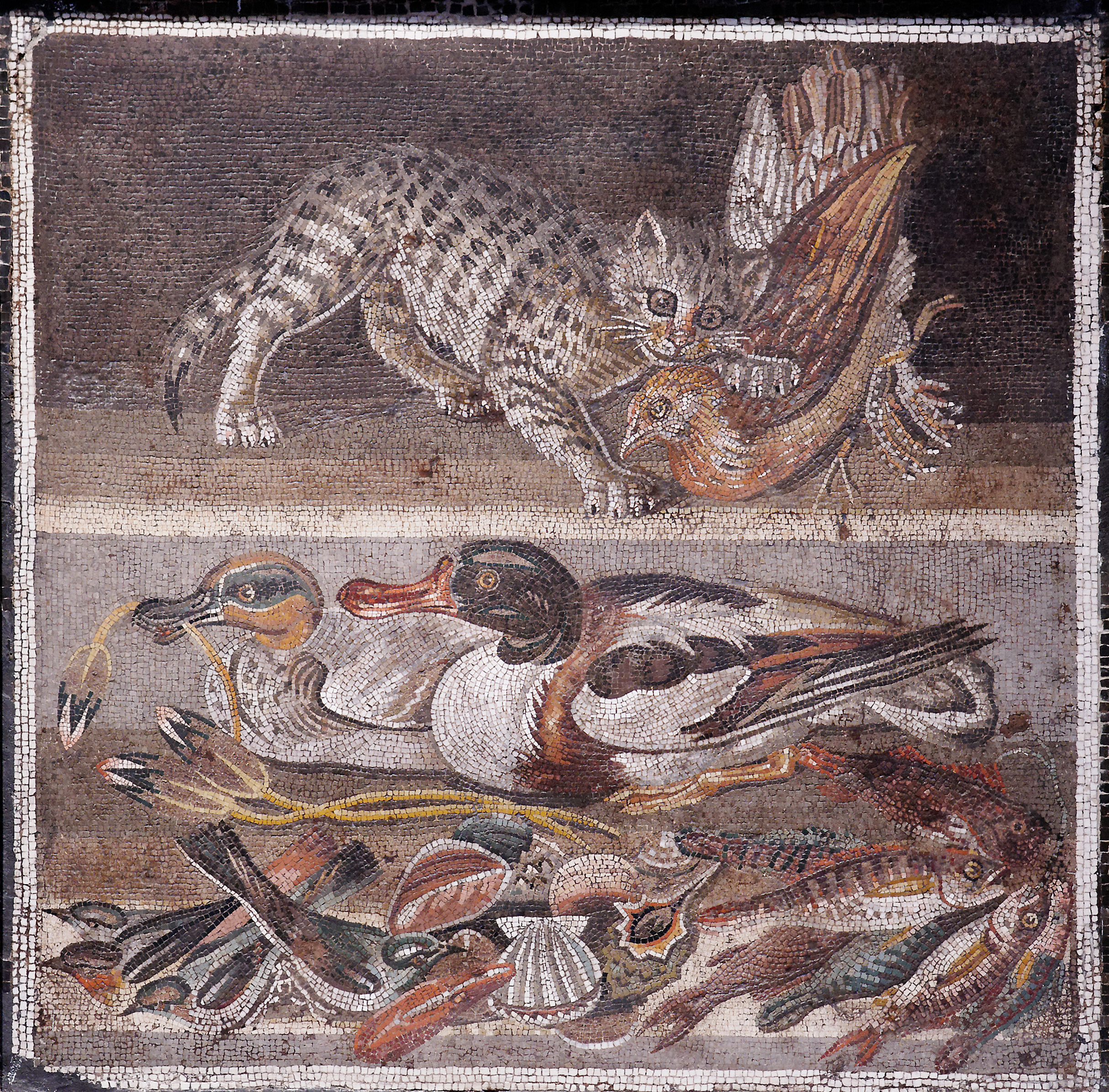
En la parte superior, un gato con una perdiz en la boca; en la parte inferior, patos (a la izquierda, una cerceta común y a la derecha, un tarro blanco), pájaros, peces y moluscos.
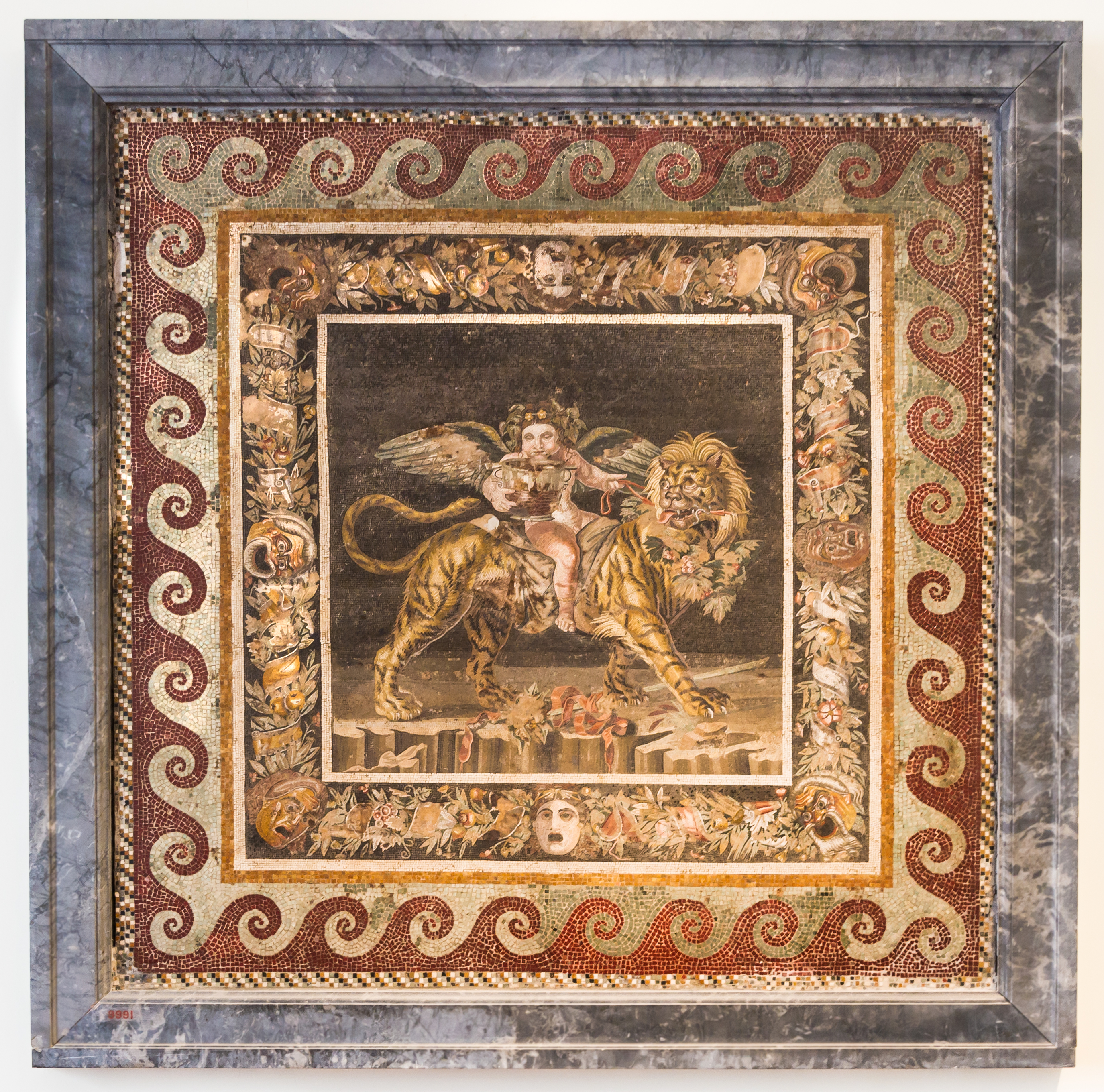
Mosaico que muestra a Dioniso bebiendo, montado sobre un tigre.
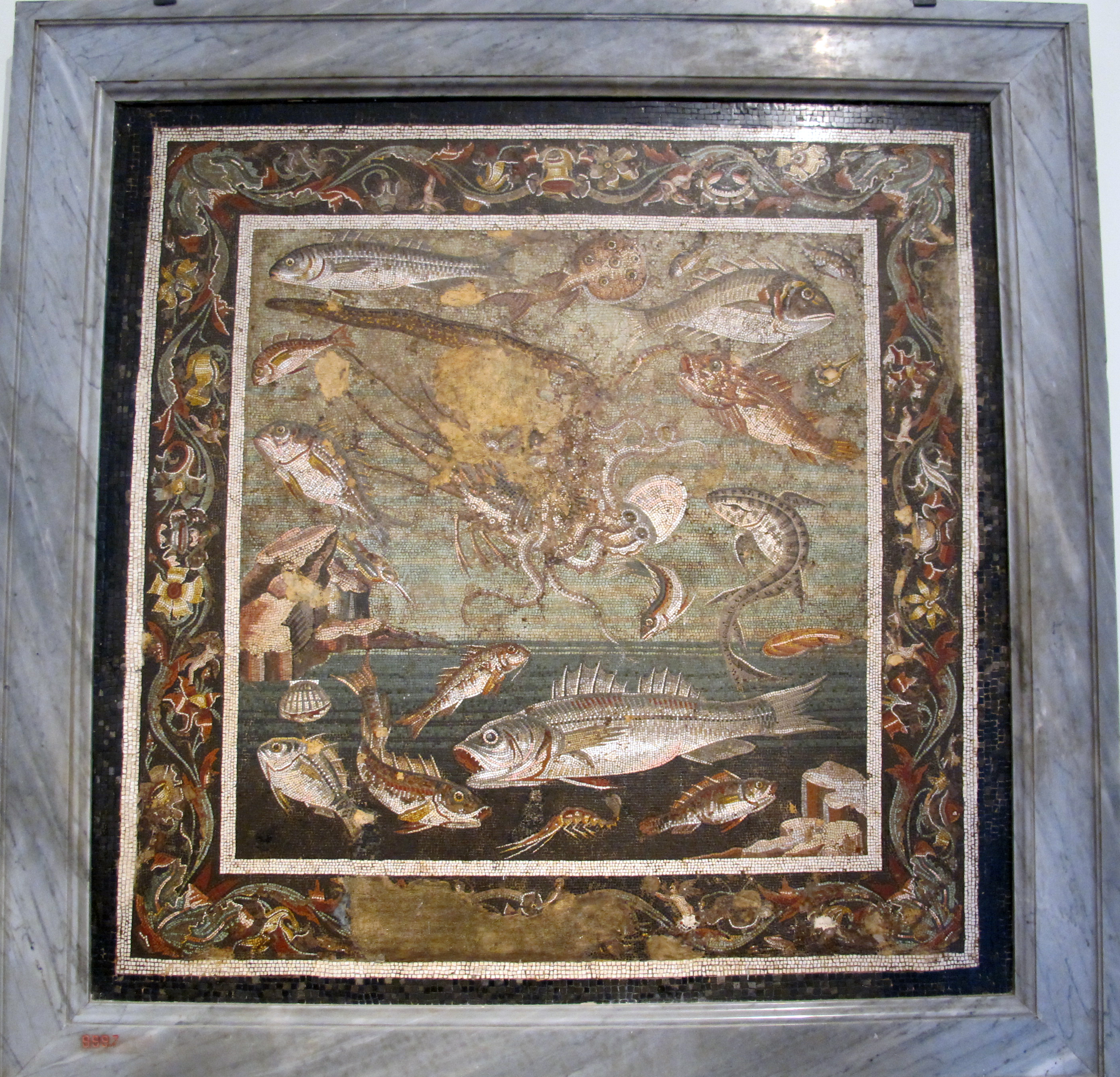
Marina con peces.
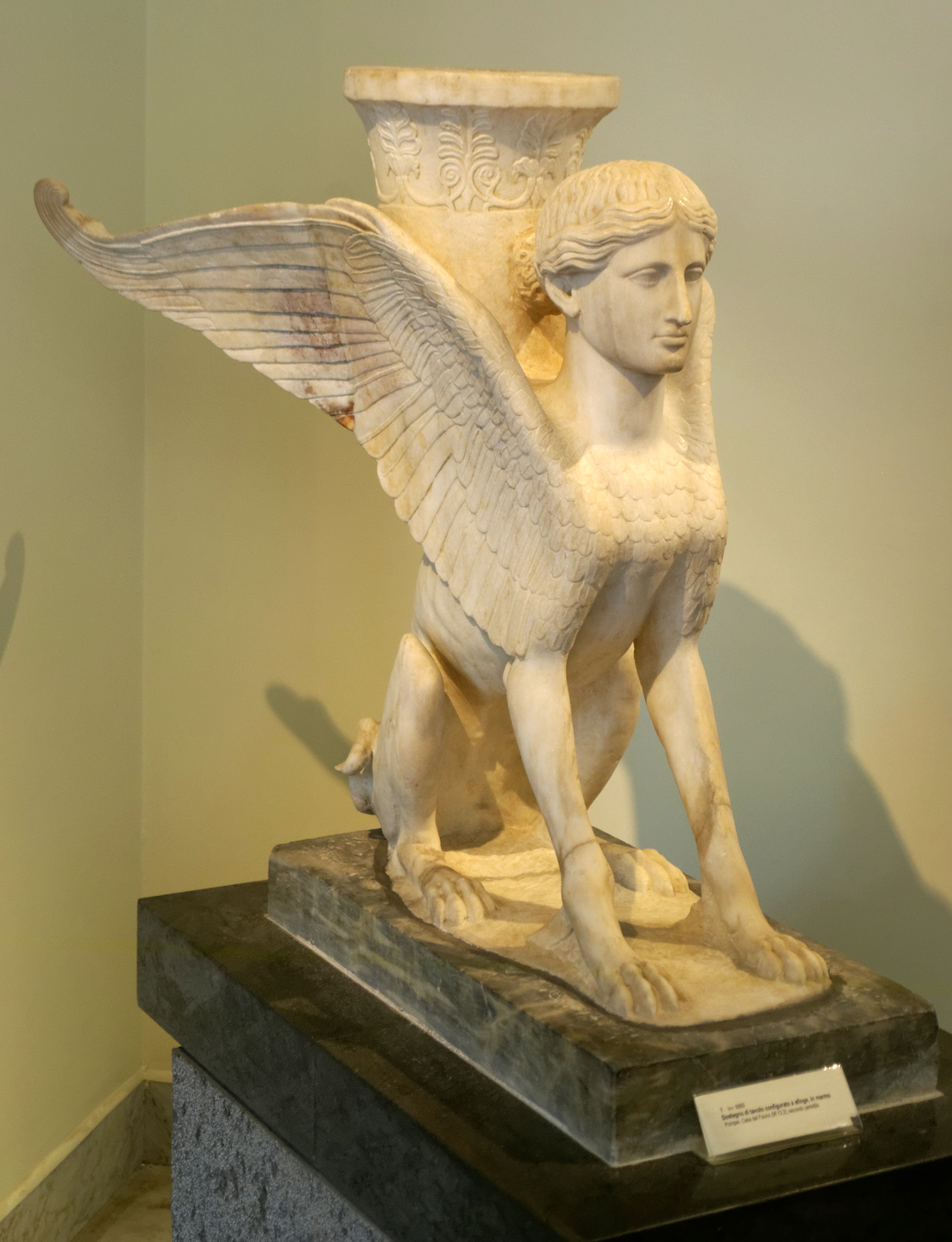
Soporte de mesa en forma de esfinge, hallado en la Casa del Fauno.